# Clau
Ana Cláudia Scheffer Riffel (Passo Fundo, 18 de abril de 1996), mais conhecida como Clau, é uma cantora e compositora brasileira. Se tornou famosa após postar seus videoclipes no YouTube, que posteriormente levaram a um contrato com a gravadora Universal Music. Atualmente a artista conta com cerca de 2 milhões de ouvintes mensais no Spotify e mais de 44 milhões de visualizações no YouTube. No final de 2017 sua carreira passou a ser empresariada pela cantora Anitta.

## Discografia

### EP
- Relaxa (2018)
- Vem K (2019)

### Singles
•"Primeira Vez"
• "Relaxa"
• " Tipo Eu "
• "Pouca Pausa" (feat. CortesiaDaCasa & Haikaiss) 
• "Me Sentir" (feat. Luccas Carlos) 
• "Não"
• "Menina De Ouro"
•  " Também Quero " (feat. Pk )
• "Tentação" (feat. Luccas Carlos) 
•  " Meia Noite " 
•  " Tudo Que Eu Posso Ser " 
•  " Livre, Leve e Louca (feat. Pelé MilFlows)  
Feats
•  " Ciagana " ( feat. Luccas Carlos e Clau ) 
•  " Dame Mais" ( feat. Ricon Sapiência e Clau ) 
•  " Bem Acompanhada" ( feat. Clau) 
• " Sentimento Bom" ( feat. Clau)  
• " Mina Bandida" ( feat. LK e Clau )  
•  " Segue O Baile ( feat. Clau) 
•  "Lindos Idiotas" ( feat. Clau e Mousik) 
• " Meio Exagerado" ( feat. Clau)  

## Prêmios e indicações
| Prêmio            | Ano  | Categoria         | Indicação                                            | Resultado | Ref.  |
| ----------------- | ---- | ----------------- | ---------------------------------------------------- | --------- | ----- |
| MTV MIAW          | 2018 | Presta Atenção    | Clau                                                 | Indicada  | [ 4 ] |
| Meus Prêmios Nick | 2018 | Revelação Musical | Ela mesma                                            | Indicada  | [ 5 ] |
| MTV MIAW          | 2019 | Feat. do Ano      | "Pouca Pausa" — Clau part. CortesiaDaCasa & Haikaiss | Indicada  | [ 6 ] |